# La figlia di un soldato non piange mai
La figlia di un soldato non piange mai  (A Soldier's Daughter Never Cries) è un film del 1998 diretto da James Ivory.

## Trama
Una famiglia americana a Parigi tra anni '60 e '70: il padre Bill, scrittore di successo, la madre Marcella, espansiva ed affettuosa e la figlia Channe. Un giorno i genitori decidono di adottare Benoit, sei anni. Quando sente crescere intorno a sé affetto e tenerezza, Benoit chiede di essere chiamato Billy. Quando Channe è ormai adolescente Bill annuncia che la famiglia tornerà negli Stati Uniti a causa delle sue cattive condizioni di salute.
Trasferitisi sulla costa orientale, Bill, malato, cerca di finire il suo nuovo romanzo mentre Channe comincia ad uscire con un ragazzo, che presenta anche a casa. Il padre tenta di approfondire con lei l'argomento dei rapporti sessuali, ma la malattia avanza: un giorno invita Channe a leggere il diario che la madre di Billy scrisse mentre lo aspettava. Dopo la morte di Bill, Marcella consegna il diario a Billy, ma lui rifiuta di leggerlo e lo affida alla sorella.
Ora che il suo padre americano è morto, Billy si sente veramente legato a lui e alla sua seconda famiglia.

## Curiosità
Il libro da cui è tratto il film è stato scritto da Kaylie Jones figlia del più famoso James Jones (Da qui all'eternità, La sottile linea rossa) ed è semi-autobiografico.